# Leilaus
Leilaus ist eine osttimoresische Aldeia. Sie liegt im Westen des Sucos Dare (Verwaltungsamt Vera Cruz, Gemeinde Dili) und reicht von der Nordgrenze Dares zum Suco Manleuana, bis zur Südgrenze zur Gemeinde Aileu am Fluss Bemori. Westlich liegt die Aldeia Casnafar, östlich die Aldeias Coalau I und Coalau II. Im Nordosten der Aldeia liegt an der Straße, die den Suco Dare von Ost nach West durchquert der Ort Laulara Lama. Von dort ab geht eine Straße nach Süden zum Ort Leilaus. Hier befindet sich der Sitz der Aldeia und eine Grundschule. Weiter südwestlich liegt ein Friedhof.
In der Aldeia Leilaus leben 208 Menschen (2015).